# Karl-Gunnar Ekeberg
Karl-Gunnar Torbjörn Ekeberg, född 20 oktober 1943 i Uppsala, är en svensk jurist.
Ekeberg blev assessor i Svea hovrätt 1979, departementsråd i Justitiedepartementet 1981 och expeditionschef 1986. Han blev hovrättsråd i Svea hovrätt och utnämndes 1992 till lagman i Norrtälje tingsrätt. Ekeberg var hovrättspresident i Hovrätten för Nedre Norrland på ett tidsbegränsat förordnande under 2011.